# Tužni čempres
Tužni čempres (izdan 1940.) je roman Agathe Chrsitie s Herculeom Poirotom.

## Radnja
Napeta priča u kojoj Hercule Poirot vodi utrku s vremenom kako bi spasio život mlade žene optužene za dvostruko umorstvo. Nakon što je Elinor Carlisle osuđena na smrt za trovanje svoje tete, Poirot se ne može oteti dojmu da nešto nije u redu. Usprkos dokazima protiv nje, moguće je da jedan sitni trag dokaže njezinu nevinost. A Poirot je prava osoba za to...

## Ekranizacija
Ekraniziran je u devetoj sezoni (2003.–04.) TV serije Poirot s Davidom Suchetom u glavnoj ulozi.

## Poveznice
- Tužni čempres  Arhivirana inačica izvorne stranice od 14. srpnja 2014. (Wayback Machine) na Agatha-Christie.net, najvećoj domaćoj stranici obožavatelja Agathe Christie